# Ula-klass
Ula-klass är en norsk ubåtsklass som byggdes i Tyskland 1987-1992. Klassen, bestående av sex fartyg, är för närvarande den enda ubåtstypen som är i tjänst i den kungliga norska flottan.
| #     | Namn    | Kölsträckt      | Sjösatt           | I tjänst         | Status |
| ----- | ------- | --------------- | ----------------- | ---------------- | ------ |
| S 300 | Ula     | 29 januari 1987 | 28 juli 1988      | 27 april 1989    | Aktiv  |
| S 301 | Utsira  | 15 juni 1990    | 21 november 1991  | 30 april 1992    | Aktiv  |
| S 302 | Utstein | 6 december 1989 | 25 april 1991     | 14 november 1991 | Aktiv  |
| S 303 | Utvær   | 8 december 1988 | 19 april 1990     | 8 november 1990  | Aktiv  |
| S 304 | Uthaug  | 15 juni 1989    | 18 oktober 1990   | 7 maj 1991       | Aktiv  |
| S 305 | Uredd   | 23 juni 1988    | 22 september 1989 | 3 maj 1990       | Aktiv  |